# Billy McClure
Billy McClure (Liverpool, 4 gennaio 1958) è un ex calciatore inglese naturalizzato neozelandese, di ruolo centrocampista.

## Carriera

### Club
Originario dell'Inghilterra dove giocò tra le riserve del Liverpool a partire dal 1974, passando nel 1977 ai persiani del Persepolis, club nel quale disputò solo due partite, segnando una rete.
Nel 1979 giunge in Nuova Zelanda, venendo ingaggiato dal Mount Wellington. Nella prima esperienza con il club biancorosso vinse tre campionati, nel 1979, 1980 e 1982 e due Chatham Cup, nel 1980 e 1982.
Nel 1983 passa al Papatoetoe, club con cui rimase sino al 1987.
Tornò in seguito al Mount Wellington, rimanendovi sino al 1997, conquistando la sua terza Chatham Cup nel 1990.

### Nazionale
Vestì la maglia della Nuova Zelanda in trenta occasioni, esordendovi il 1º settembre 1981 in un incontro contro l'India.
Fu convocato tra le file degli All whites ai Mondiali spagnoli del 1982, non disputandovi alcun incontro.

## Palmarès

### Club

#### Competizioni nazionali
- Campionato neozelandese: 3

Mount Wellington: 1979, 1980, 1982
- Chatham Cup: 3

Mount Wellington: 1980, 1982, 1990